# Wilhelm Engelhard (Künstler)

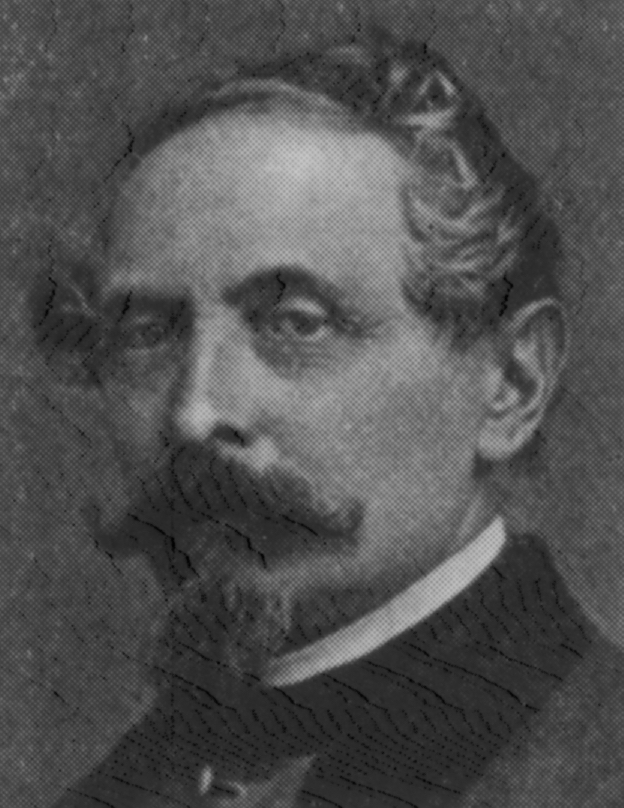
Wilhelm Engelhard

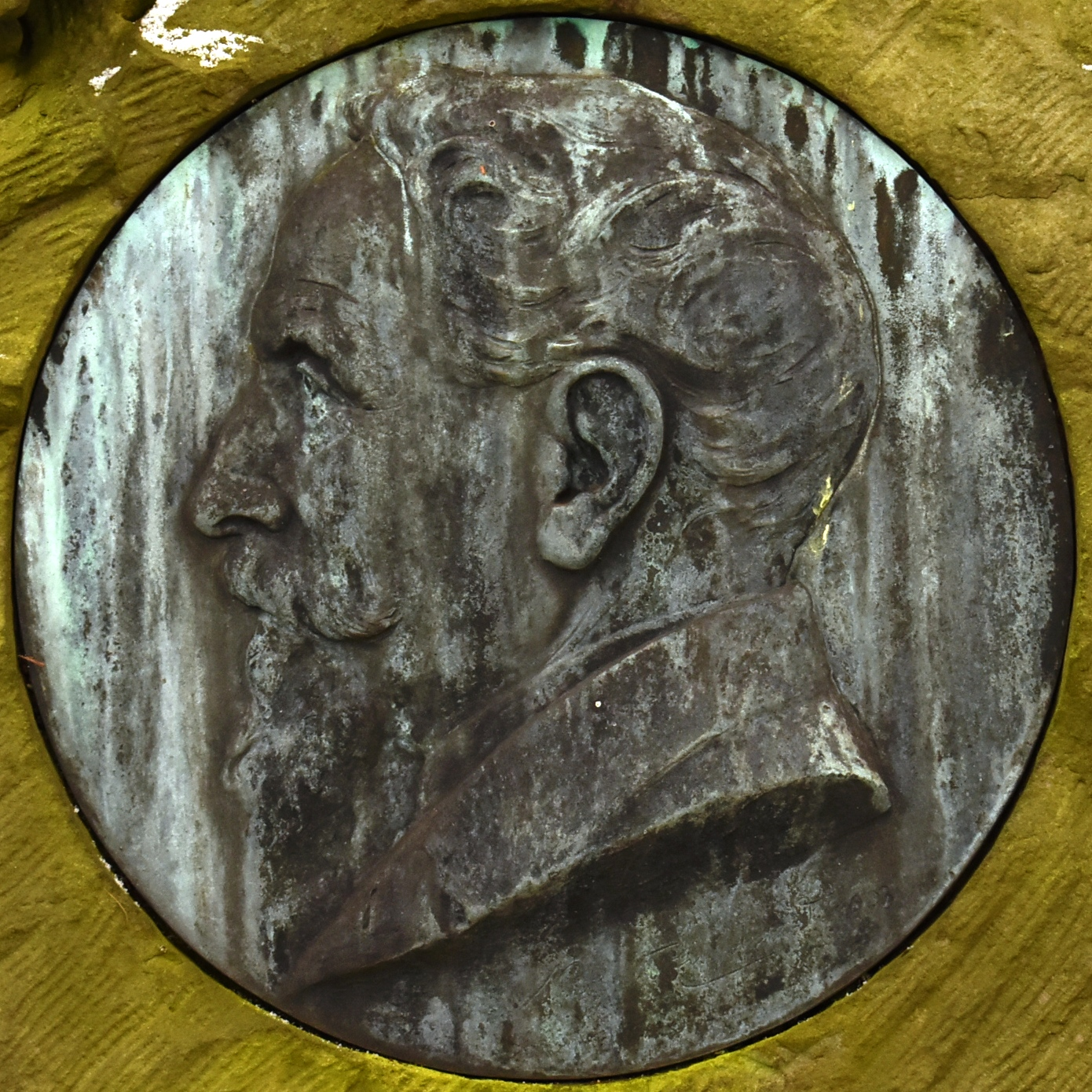
Wilhelm Engelhard, Porträt-Relief am Grabmal auf dem Stadtfriedhof Engesohde in Hannover

Wilhelm Engelhard, auch Friedrich Wilhelm Engelhard oder Engelhardt, (* 9. September 1813 in Grünhagen, heute zu Bienenbüttel; † 23. Juni 1902 in Hannover) war ein deutscher Porträtmaler und Bildhauer. Er war verheiratet mit Marie Pauline Roesing (* 14. Dezember 1828 in Hamburg). 

## Leben
Engelhard ließ sich zunächst in London und Paris zum Elfenbeinschnitzer ausbilden, ehe er 1837 das Bildhauer-Studium an der Höheren Gewerbeschule in Hannover begann, wobei ihn das hannoversche Königshaus unterstützte. Er wurde 1839 Schüler von Bertel Thorvaldsen in Kopenhagen, 1841 von Ludwig Schwanthaler in München. 1848 war er Porträtmaler in Hamburg und Mitglied im Hamburger Künstlerverein von 1832. 1855–58 lebte er in Rom und seit 1859 – von König Georg V. berufen – wieder in Hannover, um an der Ausgestaltung der Marienburg (bei Nordstemmen) mitzuwirken, wo er das Eddafries gestaltete. Im Jahr 1859 wurde Engelhard Mitglied des Hannoverschen Künstlervereins und 1869 zum Professor an der Polytechnischen Schule berufen. Obwohl er noch heute mit einer großen Zahl von Skulpturen, Denkmälern und Bildwerken in Hannover vertreten ist, könnte man ihn doch als den ‚großen Unbekannten‘ unter den hannoverschen Bildhauern bezeichnen.
Engelhardt war der Vater und Erstausbilder des Bildhauers Roland Engelhard.

## Ehrengrab
Das Ehrengrab für Wilhelm Engelhardt findet sich auf dem Stadtfriedhof Engesohde in Hannover, Abteilung 9B, Grablege Nummer 166-169.

## Werkauswahl
- Berlin-Groß Lichterfelde

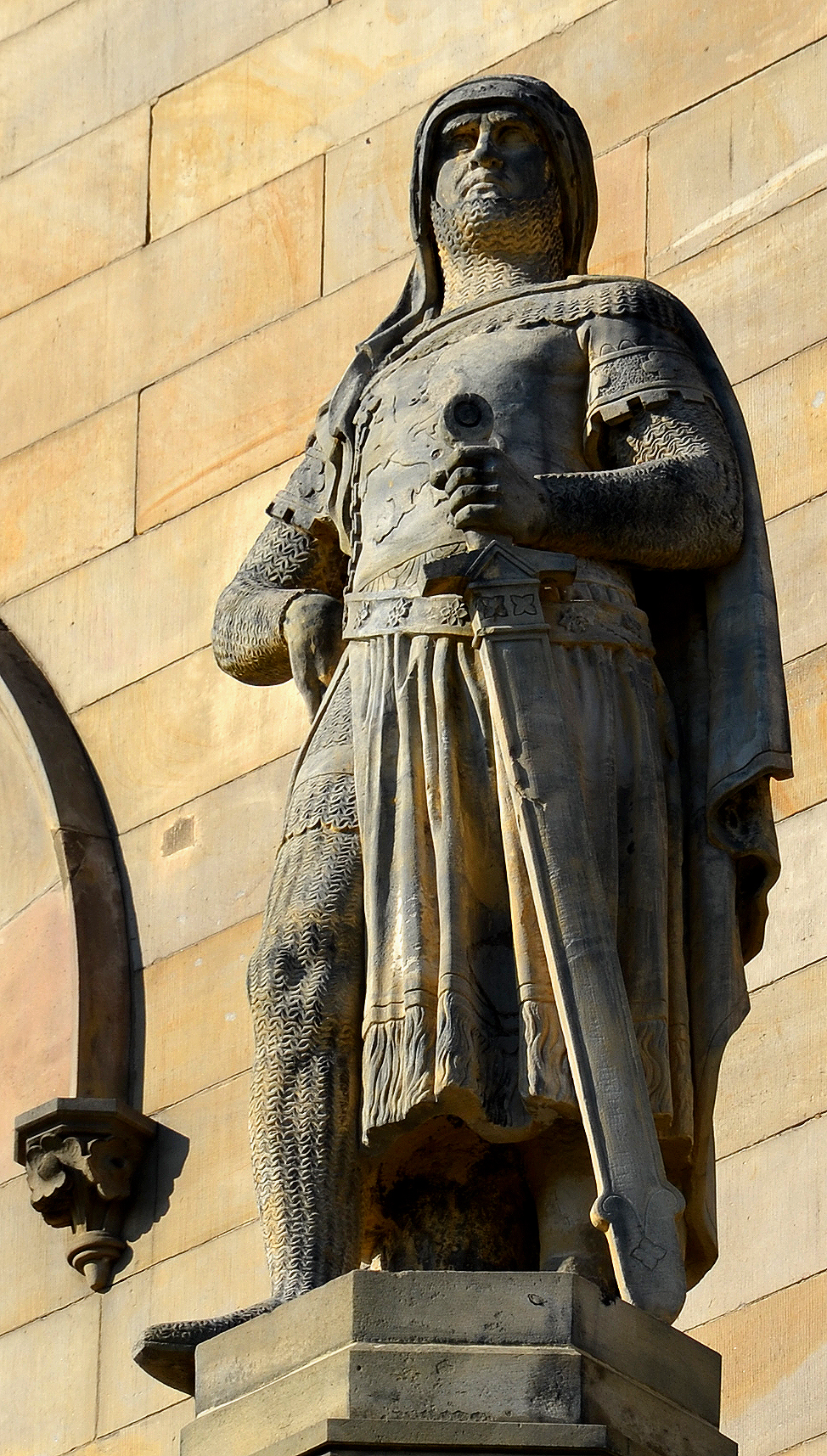
Heinrich der Löwe, Skulptur über dem Haupteingang zum Welfenschloss, um 1862

  - Kolossalstandbild des Erzengels Michael, auf der Spitze der Kuppel der Hauptkadettenanstalt (1876)
- Hannover
  - Reliefs am „Provinzialständehaus“, Schiffgraben (heutiges Niedersächsisches Finanzministerium) (um 1880)
  - Reliefs und Figuren am Künstlerhaus, Sophienstraße (um 1855)
  - Wotan-Denkmal, Planckstraße (Rückseite des Niedersächsischen Landesmuseums) (1888)
  - Schiller-Denkmal, Georgstraße (1863)
  - Figuren des Marktbrunnens, Am Markt (neben dem Alten Rathaus) (1881)
nach Entwürfen von Hermann Schaper
- Hannover-Herrenhausen
  - Sitzstatue der Kurfürstin Sophie, im Großen Garten Herrenhausen (1876–78)
- Bad Harzburg
  - Bismarck-Relief an der Canossasäule auf dem Burgberg (1877), in Zusammenarbeit mit dem Architekten Hermann Strümpelt

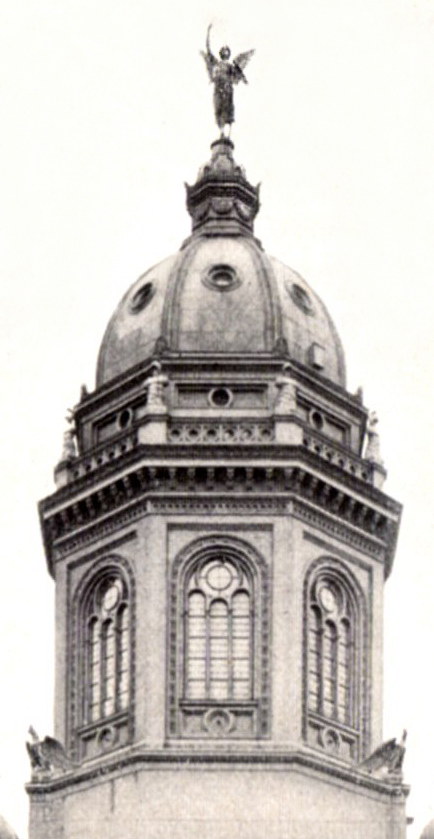
Kolossalstandbild des Erzengels Michael in Berlin
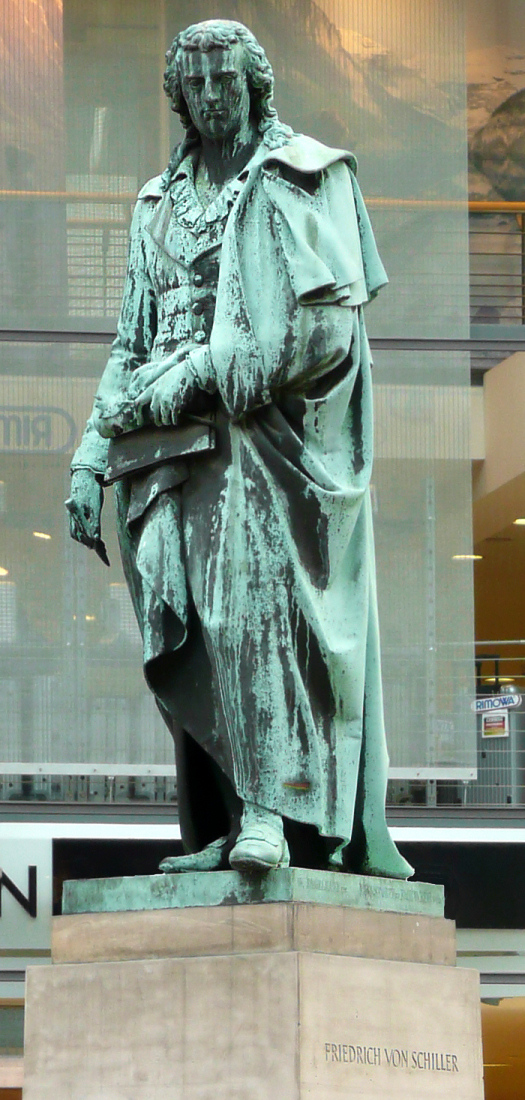
Schillerdenkmal in Hannover an der Georgstraße
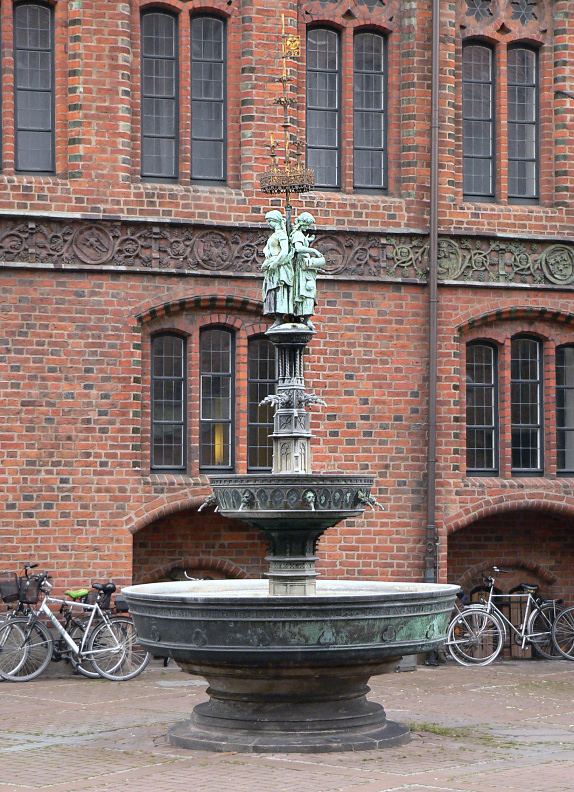
Marktbrunnen Hannover
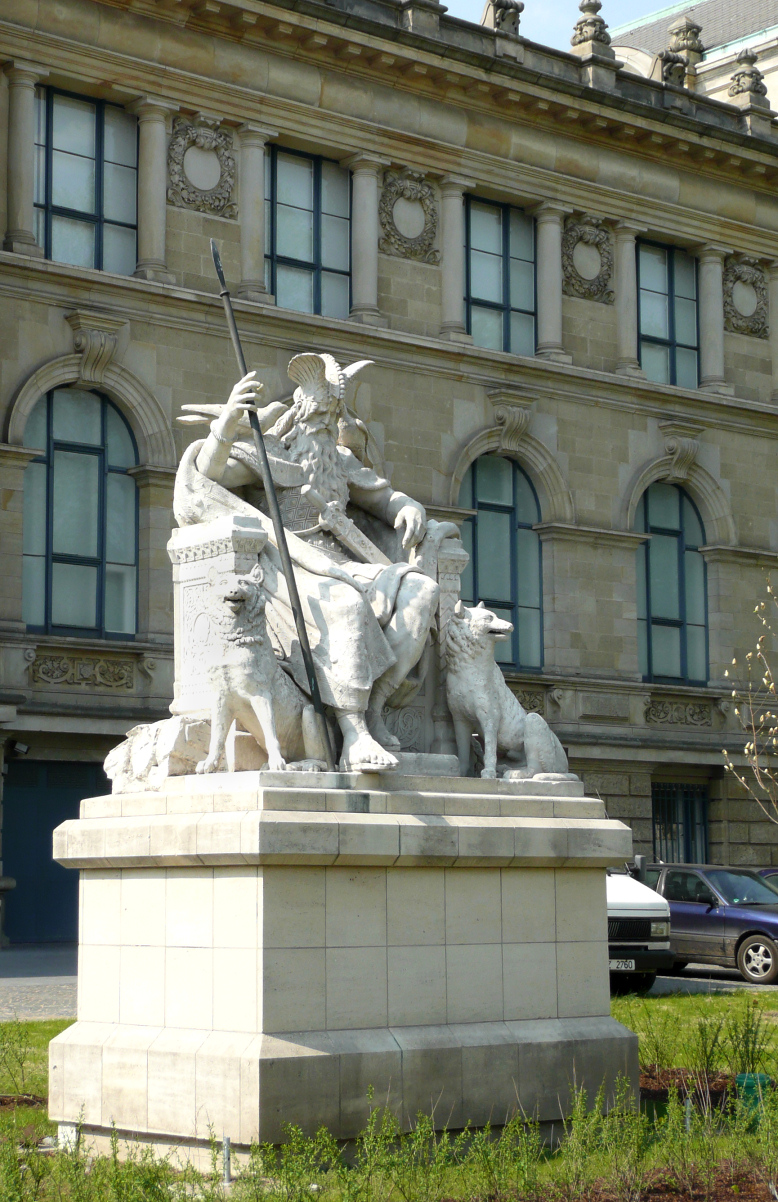
Wotan-Denkmal
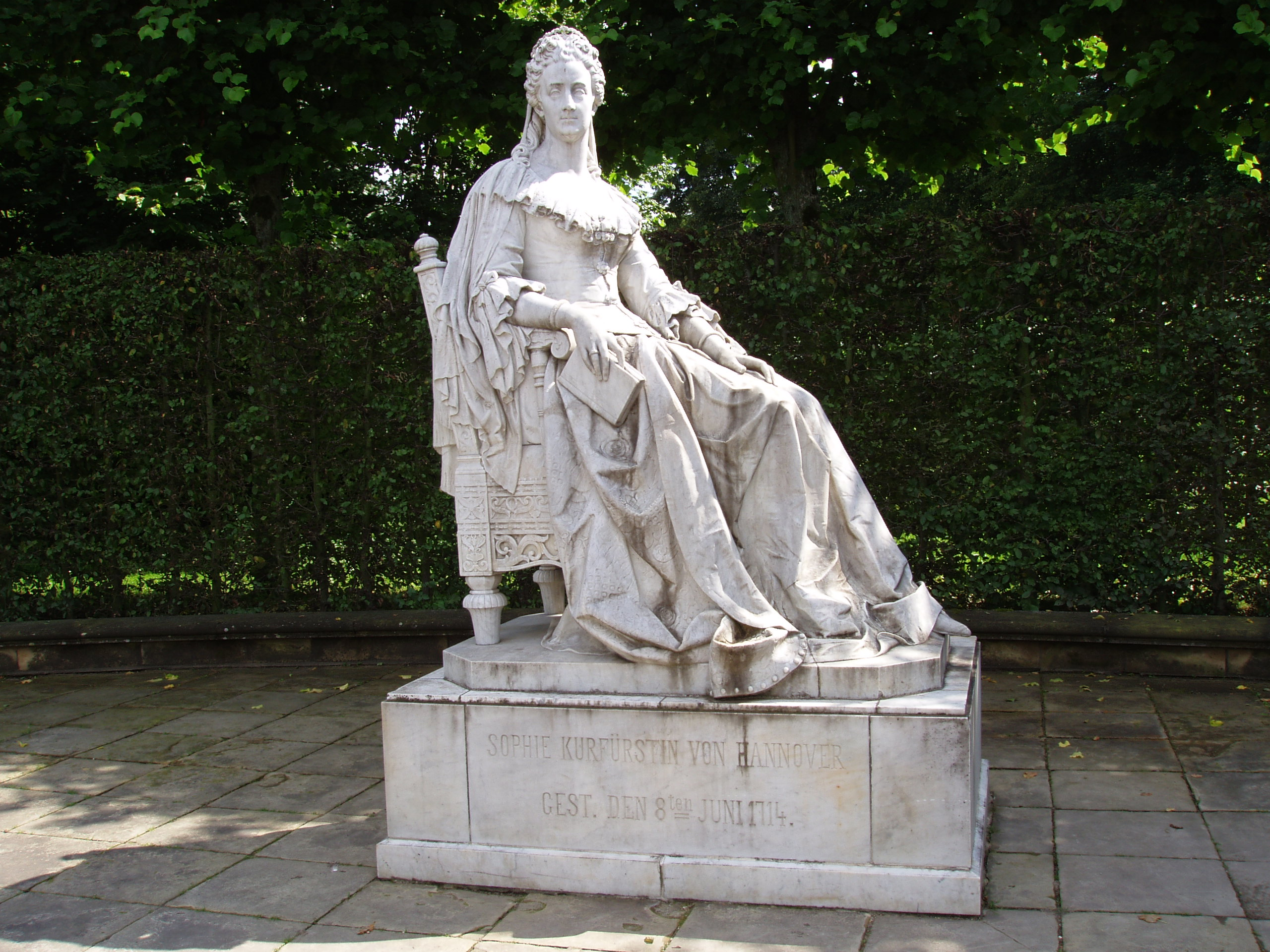
Sitzstatue der Kurfürstin Sophie
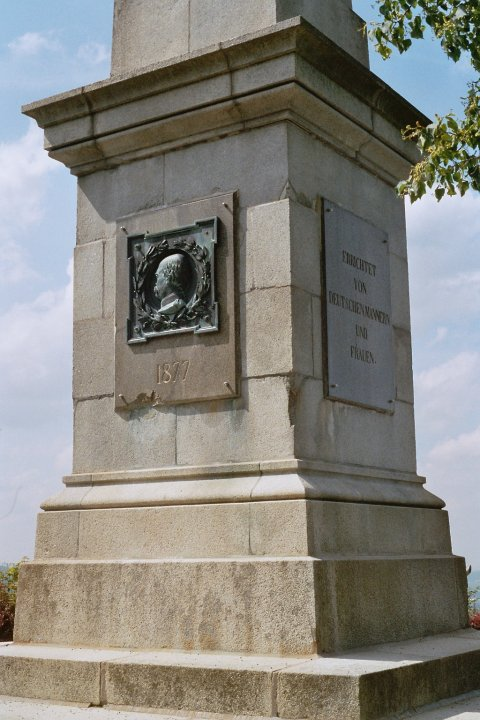
Bismarck-Relief an der Canossasäule in Bad Harzburg